# Professor Mamlok
Professor Mamlok (russisk: Профессор Мамлок) er en sovjetisk film fra 1938 af Gerbert Rappaport og Adolf Minkin.

## Medvirkende
- Semjon Mezjinskij
- E. Nikitina - Mrs. Mamlock
- Oleg Zjakov - Rolf Mamlock
- Robert Colléy
- Georgij Budarov - Willi